# Schwanzdukat
Ein Schwanzdukat oder auch Zopfdukat ist ein unter Friedrich Wilhelm I. (Preußen) geprägter Dukat, auf dem das Bildnis des Königs mit einem Zopfe versehen war und der deshalb vom Volk so bezeichnet wurde.
Später ging diese Bezeichnung auch auf andere von ihm geprägte Münzen wie Taler, Tympfe und Groschen über.